# La Reparaa e Auriblas
La Répara-Auriples és un municipi francès situat al departament de la Droma i a la regió d'Alvèrnia-Roine-Alps. L'any 2007 tenia 222 habitants.

## Demografia

### Població
El 2007 la població de fet de La Répara-Auriples era de 222 persones. Hi havia 84 famílies de les quals 18 eren unipersonals (7 homes vivint sols i 11 dones vivint soles), 26 parelles sense fills, 33 parelles amb fills i 7 famílies monoparentals amb fills.
La població ha evolucionat segons el següent gràfic:
Habitants censats

### Habitatges
El 2007 hi havia 103 habitatges, 84 eren l'habitatge principal de la família, 17 eren segones residències i 2 estaven desocupats. 96 eren cases i 4 eren apartaments. Dels 84 habitatges principals, 61 estaven ocupats pels seus propietaris, 19 estaven llogats i ocupats pels llogaters i 5 estaven cedits a títol gratuït; 2 tenien una cambra, 4 en tenien dues, 11 en tenien tres, 11 en tenien quatre i 57 en tenien cinc o més. 72 habitatges disposaven pel capbaix d'una plaça de pàrquing. A 29 habitatges hi havia un automòbil i a 51 n'hi havia dos o més.

### Piràmide de població
La piràmide de població per edats i sexe el 2009 era:
| Homes | Edats   | Dones |
| ----- | ------- | ----- |
| 0     | 95 o +  | 0     |
| 0     | 90 a 94 | 1     |
| 1     | 85 a 89 | 3     |
| 1     | 80 a 84 | 2     |
| 1     | 75 a 79 | 1     |
| 11    | 70 a 74 | 8     |
| 6     | 65 a 69 | 4     |
| 4     | 60 a 64 | 9     |
| 5     | 55 a 59 | 4     |
| 13    | 50 a 54 | 8     |
| 5     | 45 a 49 | 9     |
| 11    | 40 a 44 | 6     |
| 9     | 35 a 39 | 7     |
| 7     | 30 a 34 | 7     |
| 9     | 25 a 29 | 10    |
| 4     | 20 a 24 | 2     |
| 6     | 15 a 19 | 9     |
| 7     | 10 a 14 | 13    |
| 9     | 5 a 9   | 8     |
| 7     | 0 a 4   | 5     |

## Economia
El 2007 la població en edat de treballar era de 148 persones, 107 eren actives i 41 eren inactives. De les 107 persones actives 96 estaven ocupades (51 homes i 45 dones) i 11 estaven aturades (6 homes i 5 dones). De les 41 persones inactives 18 estaven jubilades, 18 estaven estudiant i 5 estaven classificades com a «altres inactius».

### Ingressos
El 2009 a La Répara-Auriples hi havia 84 unitats fiscals que integraven 226,5 persones, la mediana anual d'ingressos fiscals per persona era de 16.099 €.

### Activitats econòmiques
Dels 14 establiments que hi havia el 2007, 2 eren d'empreses extractives, 1 d'una empresa de fabricació d'altres productes industrials, 1 d'una empresa de construcció, 1 d'una empresa de comerç i reparació d'automòbils, 1 d'una empresa de transport, 4 d'empreses d'hostatgeria i restauració, 3 d'empreses de serveis i 1 d'una empresa classificada com a «altres activitats de serveis».
Dels 3 establiments de servei als particulars que hi havia el 2009, 1 era un guixaire pintor, 1 perruqueria i 1 restaurant.
L'any 2000 a La Répara-Auriples hi havia 20 explotacions agrícoles que ocupaven un total de 585 hectàrees.

## Equipaments sanitaris i escolars
El 2009 hi havia una escola elemental integrada dins d'un grup escolar amb les comunes properes formant una escola dispersa.

## Poblacions més properes
El següent diagrama mostra les poblacions més properes.